# The Joy of Sect
The Joy of Sect, llamado La alegría de la secta en España y La secta Simpson en Latinoamérica, es el décimo cuarto episodio perteneciente a la novena temporada de la serie animada Los Simpson, emitido originalmente el 8 de febrero de 1998. En el episodio, una secta llamada «los movimentarios» se apodera de Springfield, tanto Homer como el resto de la familia Simpson se hacen miembros de la misma, luego de conocer a dos jóvenes reclutadores de la secta en el aeropuerto y sufrir un lavado de cerebro. David Mirkin tuvo la idea inicial del episodio, Steve O'Donnell fue el guionista principal, y el director fue Steven Dean Moore. Los guionistas se basaron en varios grupos para crear a los movimentarios. Fueron influenciados principalmente por la cienciología, Puerta del Cielo, la Iglesia de la Unificación y el Templo del Pueblo.
El episodio fue posteriormente analizado en las perspectivas religiosa, filosófica y psicológica, y en los libros de Los Simpson se comparó a los movimentarios con muchos de los grupos en los que se basaron los guionistas. El episodio contiene muchas referencias a la cultura popular, incluyendo el título, un juego de palabras con el libro The Joy of Sex y un gag parodiando a Rover de la serie televisiva The Prisoner. USA Today y The A.V. Club incluyeron a «The Joy of Sect» en sus listas de los episodios más importantes de Los Simpson.

## Sinopsis
El episodio comienza cuando Homer Simpson lleva a su hijo Bart al aeropuerto para abuchear al equipo local de fútbol americano, dado que había perdido. En el aeropuerto, Homer conoce a Glen y a Jane, un par de reclutadores para una religión llamada los movimentarios. Glen y Jane invitan a Homer a una sesión de presentación en su sede, en donde un gran número de residentes de Springfield ven un vídeo sobre la religión. El vídeo explica que los movimentarios planeaban viajar en un vehículo galáctico hacia un planeta llamado Blisstonia (Felicidonia en Hispanoamérica y Felizonia en España). Ellos serían guiados por una misteriosa figura masculina, «El Líder». La mayor parte de los presentes sufren un lavado de cerebro para adorar al Líder, pero Homer no presta mucha atención al vídeo, por lo que el lavado no surte efecto. Luego de tratar otros métodos, Glen y Jane finalmente lo convencen de unirse a su secta cantando la canción de Batman, pero reemplazando la palabra «Batman» por «Líder».
Después de que Homer se une a la secta, lleva a su familia con él a vivir en un complejo de los movimentarios. El complejo está situado en el medio de un campo con actividades agrícolas, por lo que todos los miembros de la secta son obligados a cosechar frijoles/porotos/alubias. El Líder vive en un «granero prohibido» y sólo aparece durante poco tiempo, paseándose en su Rolls-Royce; en el granero estaba, supuestamente, la nave espacial que llevaría a todos a Blisstonia.
A medida que los movimentarios ganan popularidad, el Sr. Burns decide fundar su propia religión, celoso del poder y del estatus social del Líder. Burns se declara a sí mismo un dios y realiza una gran presentación frente al edificio de la Planta Nuclear, con los residentes de Springfield y los trabajadores de la Planta mirándolo. Sin embargo, éstos quedan poco convencidos con la religión de Burns, debido a que su supuesto cuerpo musculoso termina derritiéndose por la acción del fuego.
Aunque al principio se resistían, los niños Simpson terminan siendo convertidos en movimentarios. Los planes de Bart para causar problemas son anulados y le lavan el cerebro, mientras que su hermana, Lisa, que al principio desafiaba las creencias de que el Líder había creado todo, corre la misma suerte debido a que también le habían lavado muy fuerte el cerebro. El bebé de la familia, Maggie, y otros bebés sufren lavado de cerebro con Barney el Dinosaurio, quien canta una canción sobre el Líder. Marge es la única de la familia que resiste los métodos de los movimentarios y logra escapar del complejo, luego de superar varios obstáculos en el camino. Afuera, encuentra al Reverendo Lovejoy, a Ned Flanders y al jardinero Willie. Con su ayuda, se disfraza del Líder para atrapar a su familia y llevársela con ella.
En la sala de juegos de Flanders, Marge desprograma a sus hijos con la promesa de regalarles bicicletas anti-gravedad si dejaban de amar al Líder. En realidad, Marge había colgado bicicletas comunes con hilos y Flanders había hecho efectos sonoros como si las bicicletas vibrasen, escondido en un armario. Homer parece dejar de ser movimentario probando una cerveza, pero en el mismo momento en que la primera gota toca su lengua, es capturado por los abogados de la secta. En el complejo, Homer les dice a los movimentarios que su cerebro ya no estaba lavado y después abre la puerta del Granero Prohibido, esperando demostrar las mentiras de la secta. Sin embargo, se sorprende al encontrar una gran nave espacial y el Líder le dice que, por culpa de la falta de fe de Homer, los humanos jamás irían a Blisstonia. Los habitantes de Springfield temen que el Líder esté diciendo la verdad, pero cuando la nave se aleja volando, se cae a pedazos, revelando que el Líder estaba escapando con el dinero del pueblo, y hacía andar la nave con pedales, realizando efectos sonoros de la misma manera en que los hacía Flanders. Todos abandonan la creencia en él, pero el Líder no vuela lejos, sino que cae en la casa de Cletus Spuckler, quien lo amenaza con su escopeta para que le entregue el dinero.
Los Simpson vuelven a su casa, en donde Lisa dice que era maravilloso pensar por sí mismos. Al final, ellos están viendo la televisión y, cuando aparece el logotipo de la FOX una voz dice: Están viendo Fox, la familia responde: Estamos viendo Fox.

## Producción

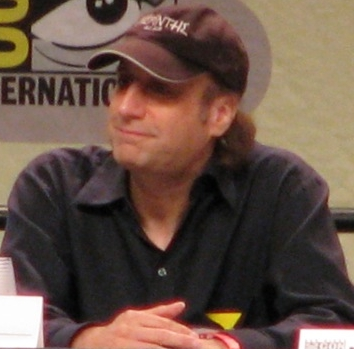
David Mirkin, productor ejecutivo de «The Joy of Sect», fue quien tuvo la idea del argumento.

El episodio fue el segundo y último escrito por Steve O'Donnell, y estuvo basado en una idea de David Mirkin. Mirkin había sido productor ejecutivo de la serie durante la quinta y sexta temporada, pero decidió volver para hacer dos episodios de la novena temporada. Dijo que se sentía atraído con la idea de parodiar sectas porque eran «cómicas, interesantes y extrañas». El grupo de guionistas que trabajaron en el episodio fueron Mirkin, O'Donnell, Jace Richdale y Kevin Curran. El título del episodio, «The Joy of Sect» fue elegido por Richdale. Steven Dean Moore dirigió el episodio.
Las características de los movimentarios se inspiraron en diferentes sectas y religiones, incluyendo la cienciología, Jim Jones y el Templo del Pueblo, el grupo religioso Puertas del Cielo, la Iglesia de la Unificación, la Comunidad de Oneida y el Movimiento osho.
En particular, el hecho de que el líder se pasee por los campos en un Rolls Royce se inspiró en parte en los seguidores de la secta de Osho) y la idea de mantener a la gente en el campamento contra su voluntad es una referencia a Jim Jones. El nombre «movimentarios» fue elegido por su pronunciación complicada.
La escena del vídeo de orientación de seis horas de duración, en donde los que se levantan para irse deben quedarse bajo presión, y las reuniones de grupo son referencias a los moonies y a la sociedad EST Training.
Los productores del programa reconocieron que la escena final del episodio era una indirecta a FOX por ser un canal «malvado y manipulador de mentes».
El guion del episodio fue escrito en 1997, casi al mismo tiempo en que los miembros de la secta Puerta del Cielo cometieron un suicidio masivo. Los guionistas advirtieron muchas coincidencias entre el escrito original de Mirkin y Puertas del Cielo, incluyendo la creencia en la llegada de una nave espacial y el hecho de que todos los fieles usan la misma ropa y zapatos extraños.
Debido a estas coincidencias, muchos elementos del episodio se cambiaron para que no sea tan fuerte, debido a los recientes suicidios.

## Temática

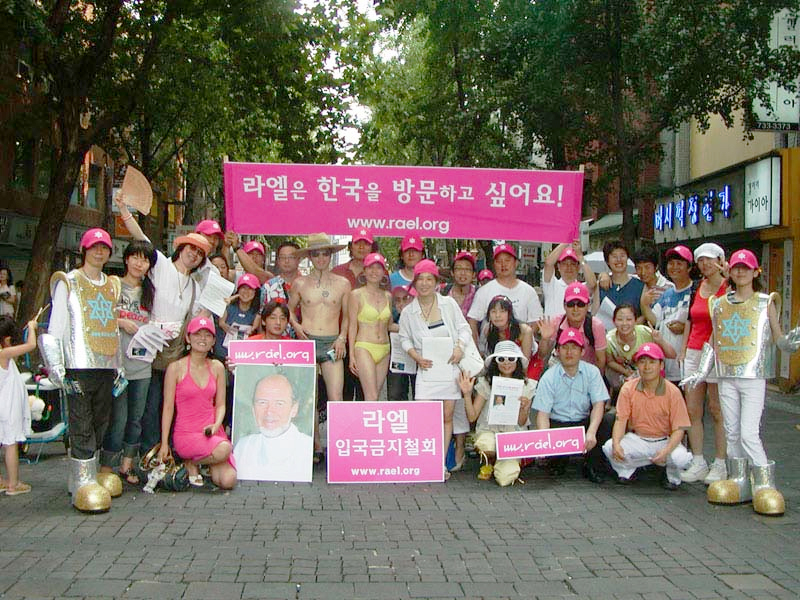
Reunión del movimiento raeliano en Corea del Sur.

El libro de Chris Turner Planet Simpson: How a Cartoon Masterpiece Documented an Era and Defined a Generation describe a los movimentarios como una mezcla de la cienciología y el movimiento raeliano, con influencias menores de Sun Myung Moon y Osho (Bhagwan Shri Rashnish). Planet Simpson también describe la canción de la serie al final del episodio como la evidencia de una «secta de rápido crecimiento cuasireligiosa de nuestro tiempo", refiriéndose a la televisión. El libro habla también sobre la cultura popular, a la cual se la describe como «una mutación religiosa de rápido crecimiento que ha llenado el enorme vacío en la sociedad del oeste del país, en donde solía centrarse la religión organizada». Martin Hunt de FACTnet nota muchas similitudes entre los movimentarios y la cienciología. «El Líder», por su aspecto físico, recuerda a L. Ron Hubbard; el «contrato de trabajo por un millón de años» de los movimentarios recuerda al contrato de mil millones de años de Sea Org; y ambos grupos hacen un extensivo uso de la litigación. The A.V. Club analiza el episodio en una pieza llamada «Springfield se une a una secta», comparando los planes de los movimentarios de viajar a Blisstonia con las promesas de Puertas del Cielo de alcanzar la felicidad viajando al cometa Hale-Bopp. Sin embargo, también se recalca que «The Joy of Sect» trata sobre la religión organizada en general, ya que Bart dice «Iglesia, secta, secta, iglesia: de todas maneras, los domingos nos aburrimos». Planet Simpson también se focaliza en la desprogramación a Homer y a los niños que ocurre el episodio, analizando la conversión del conserje Willie a la filosofía de los movimentarios después de saber cómo eran en su intento de desprogramar a Homer. El autor, Chris Turner, sugiere que Marge debería haber ido con los Desprogramadores de Cerebro Conformco, utilizados en el episodio «El heredero de Burns» para convencer a Bart de que abandone al Sr. Burns y regrese a su casa.
En The Simpsons and Philosophy: The D'oh! of Homer, los autores citan el «escape de una secta en “The Joy of Sect”» como una evidencia de los «rasgos virtuosos de la personalidad de Aristóteles en Marge». Como lo sugiere su título, el libro The Psychology of the Simpsons: D'oh! examina «The Joy of Sect» desde un punto de vista psicológico. Discute la psicología de las decisiones que se toman en el episodio, notando que «Homer se convierte en un fiel miembro de los movimentarios en una decisión no racional, sino a través de un proceso de comportamiento similar al que estaba acostumbrado.» The Psychology of the Simpsons explica las técnicas de reclutamiento utilizadas por los movimentarios, incluyendo al carismático Líder, estableciendo su autoridad basándose en una entidad religiosa o extraterrestre (en este caso Blisstonia) y el método de abandonar la libertad para complacer al Líder. El libro también analiza las técnicas usadas durante el vídeo de los movimentarios de seis horas de duración. En esa escena, a los que intentan irse se les recuerda que pueden hacerlo cuando quieran. Son, sin embargo, cuestionados frente al grupo, obligándolos a decir específicamente por qué quieren irse, por lo que todos deciden quedarse a terminar de ver la película. El libro describe esta técnica como «presión sutil», en contraste con los «cables electrificados, minas subterráneas, perros guardianes, cocodrilos y la burbuja que trata de evitar que Marge escape, mientras se le sigue recordando que puede irse si así lo desea». The Psychology of the Simpsons dice que el Líder es visto como una figura de autoridad, porque «tiene el conocimiento y las habilidades que otros no tienen, pero quieren». En lugar de los libros tradicionales de matemática, los niños en el complejo estudian «Aritmética a la manera del Líder» y «Ciencia para los amantes del Líder».
En The Gospel According to the Simpsons, de Pinsky, uno de los guionistas del programa le relató al autor que los productores de la serie habían planeado un episodio basado en la cienciología, pero que lo habían descartado por el temor de la «reputación de la iglesia de hostigar y perseguir a sus oponentes». Pinsky encontró irónico que Groening parodie a la cienciología dado el hecho de que la voz de Bart Simpson la hace Nancy Cartwright, que pertenece a dicha secta desde 1989. Pinsky nota que Matt Groening más tarde hizo otra parodia de la cienciología en Futurama con su religión ficticia Iglesia de la Robotología. Groening dijo que recibió un llamado de la iglesia de cienciología, en donde le expresaban su descontento por el uso de un nombre tan similar.